# Billing (Sachsen)
Billing (bezeugt 937–966, † wohl 967) war ein sächsischer Großer. Er galt lange als Stammvater der Billunger.
Obwohl Billing im Jahr 937 in einem vom Grafen Christian veranlassten Eintrag des Reichenauer Verbrüderungsbuches und von 944 bis 968 in acht Urkunden Ottos I., einer weiteren Urkunde seines Sohnes Otto II. und sogar einer Urkunde Papst Johannes XII. erwähnt wird, ist seine Abstammung ungeklärt. Zumeist wird eine Herkunft aus dem östlichen Thüringen vermutet, denn der überwiegende Teil seiner Besitzungen lag an der Unstrut bei Bibra. Dort gründete er zu einem unbekannten Zeitpunkt vor dem 24. April 963 auch ein den Aposteln Petrus und Paulus sowie Johannes dem Täufer geweihtes Kloster und unterhielt eine Burg (castellum). Billing war verheiratet mit einer namentlich nicht bekannten Frau aus dem Gebiet um Göttingen. Die Ehe scheint kinderlos geblieben zu sein, denn nach Billings Tod mussten die von ihm vertauschten Güter aus der Mitgift der Frau zurückgegeben werden. Offenbar forderten die männlichen Verwandten der Frau den Familienbesitz aufgrund eines fehlenden Erben zurück. Die Corveyer Traditionen erwähnen bald nach dem Jahr 963 einen Billing, der für seinen Bruder Bernhardus Besitz in dem unidentifizierten Ort Sashelmeshusen überträgt. 
Während des Aufstandes gegen Otto I. 937–941 stand Billing auf der Seite der Aufrührer um Ottos Bruder Heinrich. Das ergibt sich aus einer von Otto I. am 19. September 944 in Bothfeld ausgestellten Urkunde. Darin gibt Otto I. auf Betreiben seines Bruders Heinrich I. die zur Strafe beschlagnahmten Besitzungen Billungs einschließlich Kirchen und allem Zubehör an diesen zurück. Demnach wäre Billing für seine Teilnahme an der Verschwörung gegen den König verhältnismäßig milde bestraft worden. Denn nach einem Eintrag in den Quedlinburger Annalen zum Jahr 941 waren die Verschwörer Erich (Vater des späteren Bischofs Hildeward von Halberstadt), Reinward, Varin, Ascheric, Bacco und Hermon hingerichtet worden. Gerd Althoff hat unter Berufung auf eine Nachricht Thietmars von Merseburg über die Verschonung von dessen Großvater Lothar II. von Walbeck die Auffassung vertreten, diese hätten nicht dem inneren Führungszirkel angehört.
Ab 952 erwarb Billing von Otto I. durch ein Tauschgeschäft Güter im Gau Neletici um Halle, wo er spätestens ab dem Jahr 963 auch Grafenrechte ausübte. Zunächst war Billing in einer Urkunde Ottos I. aus dem Jahr 952 als dessen Vasall, im darauffolgenden Jahr als Ottos I. als Ritter (miles) bezeichnet worden. Dennoch scheint das Verhältnis Billings zu Otto I. angespannt geblieben zu sein. Die am 24. April 963 erfolgte Exemtionsverleihung für das Kloster Bibra durch Papst Johannes XII. erfolgte nämlich wahrscheinlich in der Absicht, das Vorhaben Ottos I. zur Gründung eines Erzbistums Magdeburg zu verhindern oder zumindest zu erschweren. Mit der direkten Unterstellung des Klosters Bibra unter die unmittelbare Gewalt des Papstes war es nämlich einer Eingliederung in die neu zu gründende Kirchenprovinz entzogen. Nach dem Tod Billings wurde das Kloster auf Veranlassung Ottos I. dann auch umgehend dem Erzbistum unterstellt. Demgegenüber deutet Gertraud Eva Schrage die Abfolge der für Billing in den königlichen Urkunden verwendeten Titel als Rangerhöhung und schließt daraus, Billing habe nach dem Seitenwechsel zunächst unter Otto I. Karriere gemacht. Zu einer Entfremdung zwischen Billing und dem Herrscher sei es erst später gekommen.
Zum Jahr 967 verzeichnen die Annales Corbeienses den Tod eines Billig. Zum 26. Mai findet sich im Nekrolog der Kirche St. Michael in Lüneburg der Gedenkeintrag für einen an diesem Tag verstorbenen Grafen Billing, bei dem es sich aber um eine andere Person handeln soll.
Aufgrund eines entsprechenden Eintrages in der Hauschronik des Klosters St. Michael in Lüneburg aus der Zeit zwischen 1229 und 1233 gelangte der Archivar des Klosters St. Michaelis in Lüneburg, Anton Christian Wedekind, im 19. Jahrhundert zu dem Ergebnis, Billing sei der Vater Hermann Billungs und damit der Stammvater der Billunger. Als Beleg für die Richtigkeit der Chronik berief sich Wedekind auf den zum 26. 5. ins Lüneburger Necrolog eingetragenen Grafen Billing sowie weitere, teilweise gefälschte Urkunden aus dem 17. Jahrhundert. Heute gilt die Abstammung Hermann Billungs von Billing allgemein schon aufgrund der nahezu gleichen Lebenszeit als ausgeschlossen, wenn auch weitläufige Verwandtschaft untereinander für möglich gehalten wird.